# Jaxaay-Parcelles-Niakoul Rap
Jaxaay-Parcelles-Niakoul Rap war bis 2021 eine Stadt im Département Rufisque der Metropolregion Dakar, gelegen im zentralen Westen Senegals. Nach der Départementspräfektur Rufisque und Bargny war sie mit über 40.000 Einwohnern die drittgrößte Stadt.

## Geographische Lage
Jaxaay-Parcelles-Niakoul Rap liegt im Binnenland der Cap-Vert-Halbinsel. Von der Stadtmitte sind es jeweils etwa sechs Kilometer bis zur Grande-Côte im Nordwesten und zur Petite-Côte im Südwesten. Die Stadt liegt an der Nordgrenze der Départementspräfektur Rufisque und an der Ostgrenze von Keur Massar, einer der communes d’arrondissement der Millionenstadt Pikine. Die Hauptstadt Senegals Dakar liegt etwa 20 Kilometer entfernt. Sangalkam liegt sechs Kilometer östlich von hier.

## Geschichte
Jaxaay-Parcelles-Niakoul Rap wurde nach Aufteilung der communauté rurale Sangalkam 2011 als städtisches Gemeinwesen geschaffen und in seinen Grenzen definiert. Als Hauptort wurde Jaxaay bestimmt. Nur zehn Jahre später, im Jahr 2021 wurde die Stadt wieder aufgelöst, um aus ihrem Südteil Jaxaay-Parcelles als städtisches Gemeinwesen ins Leben zu rufen und in neuen Grenzen zu definieren. Zugleich wurde das neue Gemeinwesen aus dem Département Rufisque herausgelöst und dem neugeschaffenen Département Keur Massar zugeschlagen. Der Nordteil Niakoul Rap wurde nach Tivaouane Peulh-Niaga eingegliedert.

## Bevölkerung
Die letzten Volkszählungen ergaben jeweils folgende Einwohnerzahlen:
| Jahr | Einwohner |
| ---- | --------- |
| 1988 | …         |
| 2002 | …         |
| 2013 | 41.570    |

## Verkehr
Jaxaay-Parcelles-Niakoul Rap liegt etwas abseits der Verkehrsachsen der Cap-Vert-Halbinsel, die den West-Ost-Verkehr zwischen der Metropole Dakar und dem Rest des Landes aufnehmen müssen. Dieser fließt auf der Nationalstraße N 1, auf der mautpflichtigen Autoroute 1 sowie auf der Bahnstrecke Dakar–Niger durch das Gebiet der benachbarten Großstadt Rufisque.